# Josef Baše
Josef Baše (31. března 1850, Jílovice u Opočna – 10. ledna 1899, Hradec Králové) byl český evangelický básník.
Poprvé veřejně vystoupil básní Na hvězdárně v almanachu Ruch na rok 1873; pod pseudonymem J. B. Jilovecký však v tomto almanachu publikoval už v roce 1870. Další básně mu pak vycházely v humoristických a beletristických časopisech. Roku 1883 vydal ve Valašském Meziříčí svou nejvýznamnější knihu Silhouety – sbírku krátkých balad a romancí, vyznačujících se stručností, rychlým spádem a rázovitými obraty z lidové mluvy. Dílo bylo nepříznivě přijato kritikou, což těžce nesl a na delší dobu se odmlčel. Teprve v 90. letech jej ocenil polský spisovatel Zenon Przesmycki (pseudonym Miriam) a zařadil některé z básní do výboru z české poezie. Názor zčásti změnila i česká kritika, která jej společně se spolužákem Bohdanem Jelínkem uznala jako básníka generace almanachu Máj. Povzbuzen tímto opožděným přijetím začal připravovat k vydání další tři výbory svých básní, ale zemřel dříve, než k tomu mohlo dojít.
Pod pseudonymem E. Antonowicz vydal také Otčenáš (1891), sbírku hymnických parafrází na prosby Otčenáše, a knihu Kytice z písní duchovních. Používal i pseudonym Al Terego a Josef Josefovič.